# Cummins ISG12E5
Cummins ISG12E5 — дизельный двигатель серии G компании Cummins. Шестицилиндровые рядные двигатели ISG11 и ISG12 были впервые представлены рынку 23 сентября 2014 года на выставке IAA в Ганновере. В настоящее время производятся они только на заводах китайского подразделения компании, однако с 2019 года для российского рынка планируется начать производство на заводе ЗАО «Камминз Кама» в России.
Расшифровка обозначения модели двигателя:
Первые две буквы: «IS» — двигатель для автомобилей, автобусов, коммерческого транспорта, грузовиков, эксплуатируемых на дорогах с твердым покрытием, а также дизельные электростанции малой мощности; «QS» — двигатель для внедорожных, промышленных машин, спецтехники и дизельных электростанций большой мощности, а также поршневых электростанций работающих на газу.
Третья буква: «G» — двигатель для крупнотоннажных транспортных средств; «B» — средне- и крупнотоннажные транспортные средства, машин пожарной и скорой помощи; «F» — транспорт малой грузоподъёмности (легковые автомобили, пикапы, внедорожники, грузовые автомобили и фургоны.
Цифры «12» — объём двигателя, «E5» — соответствие экологическому классу Евро-5.
Данный двигатель устанавливается на грузовики KAMAZ-6580, KAMAZ-65801, KAMAZ-65802.

## Технические характеристики

#### Варианты мощности
| Вариант   | Максимальная мощность, лс (кВт) / при оборотах | Максимальный момент, Нм / при оборотах |
| --------- | ---------------------------------------------- | -------------------------------------- |
| ISG12 350 | 350 (261) / 1900                               | 1800 / 1000                            |
| ISG12 375 | 375 (280) / 1900                               | 2000 / 1000                            |
| ISG12 410 | 410 (306) / 1900                               | 2100 / 1000                            |
| ISG12 440 | 440 (328) / 1900                               | 2100 / 1000                            |
| ISG12 460 | 460 (343) / 1900                               | 2100 / 1100                            |
| ISG12 480 | 480 (358) / 1900                               | 2300 / 1100                            |
| ISG12 500 | 500 (373) / 1900                               | 2300 / 1100                            |